# San Dimas, delstaten Mexiko
San Dimas är en ort i Mexiko, tillhörande kommunen Jocotitlán i den nordvästra delen av delstaten Mexiko. Orten hade 153 invånare vid folkräkningen 2010.